# Le Navigateur sur les mers du destin
Le Navigateur sur les mers du destin (titre original : The Sailor on the Seas of Fate) est un recueil de nouvelles d’heroic fantasy écrites par Michael Moorcock en 1976. Il met en scène les aventures d'Elric de Melniboné — une incarnation du Champion éternel — et fait partie du Cycle d'Elric.

## Résumé
Elric, dernier Empereur en titre de la civilisation cruelle de Melniboné, a abandonné son trône pour parcourir les Jeunes Royaumes pendant une année. Dans ce volume, le sorcier albinos va vivre trois aventures périlleuses aux confins du Multivers. Aidé par trois autres incarnations des Champions Eternels issus de la plume de Michael Moorcock (Corum, Hawkmoon et Erekosë), il devra débarrasser l'univers de deux étranges sorciers. Rejeté dans un monde parallèle, il va être confronté à un ancêtre melnibonéen hanté par une histoire d'amour dramatique. Revenu dans les Jeunes Royaumes, il s'engage sur les traces d'un continent perdu qui recèle peut-être les origines de l'empire de Melniboné.